# Averróis
Abu Alualide Maomé ibne Amade ibne Maomé ibne Ruxide (em árabe: أبو الوليد محمد بن احمد بن محمد بن احمد بن احمد بن رشد; romaniz.: Abu al-Walid Muhammad ibn Ahmad ibn Muhammad ibn Rushd; Córdova, 1126 – Marraquexe, 1198), foi um polímata cuja obra abrange uma gama diversificada de assuntos, incluindo filosofia, teologia, medicina, astronomia, física, jurisprudência, direito islâmico e linguística. Seus trabalhos filosóficos incluem numerosos comentários sobre Aristóteles, motivo pelo qual Averróis ficou conhecido no ocidente como "O Comentador". Também serviu como juiz e médico.
Nasceu em Córdova, em 1126, numa família de juízes proeminentes — seu avô era o célebre juiz supremo da cidade. Em 1169, foi apresentado ao califa Abu Iacube Iúçufe I (r. 1163–1184), que ficou impressionado com seu conhecimento, tornou-se seu patrono e encomendou muitos dos comentários de Averróis. Posteriormente, serviu vários mandatos como juiz em Sevilha e Córdova. Em 1182, foi nomeado médico da corte e juiz supremo de Córdova. Após a morte de Abu Iúçufe em 1184, permaneceu a favor da realeza até sua queda em desgraça em 1195. Foi alvo de várias acusações — provavelmente por razões políticas — e foi exilado para a cidade vizinha de Lucena.
Averróis foi um forte defensor do aristotelismo. Tentou restaurar o que enxergava como o ensinamento original de Aristóteles, contra as tendências neoplatônicas de pensadores muçulmanos anteriores, como Alfarábi e Avicena. Também defendeu a autonomia da filosofia contra as críticas de teólogos de Axari como Algazali. Argumentou que a filosofia não era apenas permissível no Islã, mas também obrigatória entre certas elites. Também argumentou que, se o texto das escrituras parecesse contradizer as conclusões alcançadas pela razão e pela filosofia, então o texto deveria ser interpretado alegoricamente. Em última análise, seu legado no mundo islâmico era modesto, tanto por razões geográficas quanto intelectuais.
No Ocidente, era conhecido por seus extensos comentários sobre Aristóteles, que foram traduzidos para o latim e o hebraico. As traduções de sua obra despertaram um novo interesse na Europa Ocidental pelas obras de Aristóteles e de pensadores gregos em geral. Seus pensamentos geraram controvérsias na cristandade latina, desencadeando um movimento filosófico baseado em seus ensinamentos — chamado Averroísmo — e também condenação pela Igreja Católica em 1270 e 1277. Embora enfraquecido pelas condenações e pela crítica levantada por Tomás de Aquino, o averroísmo latino permaneceu atraindo seguidores durante o século XVI.

## Biografia
Membro de uma família de juristas, estudou medicina e filosofia. Foi um dos maiores conhecedores e comentaristas de Aristóteles. Antes do livro "Aristote au mont Saint-Michel", de Sylvan Gouguenheim, entendia-se que Aristóteles fora redescoberto na Europa graças aos árabes e aos comentários de Averróis. Ele também se ocupou de áreas como astronomia e direito canônico muçulmano.
A sua filosofia era um misto de aristotelismo com algumas nuances platônicas. A influência aristotélica revela-se na sua ideia da existência do mundo de modo independente de Deus (ambos são coeternos) e de que também não existe providência divina. Já o seu platonismo aparece na sua concepção de que a inteligência, fora dos seres, existe como unidade impessoal.
No âmbito religioso, a sua interpretação do Corão propõe que há verdades óbvias para o povo, místicas para o teólogo e científicas para o filósofo e estas podem estar em desacordo umas com as outras. Havendo o conflito, os textos devem ser interpretados alegoricamente. É daí que decorre a ideia que lhe é atribuída de que existem duas verdades, onde uma proposição pode ser teologicamente falsa e filosoficamente verdadeira e vice-versa.

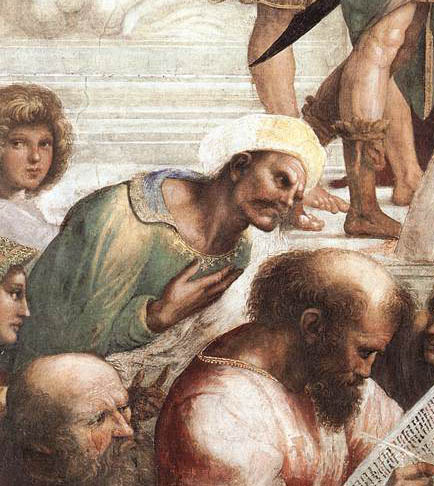
Averróis em detalhe da pintura A Escola de Atenas (1509), de Rafael

Dentre das suas várias obras, uma das mais célebres é a intitulada Destruição da destruição (em árabe Tahafut al-tahafut), também conhecida como Incoerência da incoerência, onde defende o neoplatonismo e o aristotelismo dos ataques de outro filósofo árabe: Algazali, também conhecido como Algazali.
O seu pensamento provocou sérias discussões entre os cristãos latinos da Universidade de Paris. Como resultado, muitos aderiram à concepção de uma filosofia pura e independente da teologia cristã e formaram um grupo chamado de averroístas latinos.
Os averroístas aceitam, com Aristóteles, a concepção de Deus como motor imóvel que move eternamente um mundo eternamente existente não feito nem conhecido por ele. Esta tese da eternidade do mundo choca-se com as concepções cristãs. Postulam que a alma individual do homem é perecível e corruptível; isto é, não é imortal. Finalmente, os averroístas defendem a teoria da dupla verdade: a teológica ou da fé e a filosófica ou da razão. Portanto, é verdade, de acordo com a fé, que a alma é imortal e o mundo é criado; mas também é verdade, de acordo com a razão, que a alma é corruptível e o mundo é eterno. Daqui se retirou, nos séculos XVIII e XIX, a defesa de uma total autonomia da razão perante a fé, que se opõe à tese agostiniana de que a verdade é única. As teses averroístas mais radicais foram condenadas pela Igreja Católica. Tomás de Aquino, tendo sido um seguidor de Averróis, opôs-se no entanto ao seu naturalismo exclusivamente racional. Ernest Renan, o célebre autor francês da Vida de Jesus, onde se nega toda e qualquer intervenção do sobrenatural, iniciou a sua carreira acadêmica escrevendo sobre Averróis e o Averroísmo. Escreveu diversas obras polêmicas e médicas, mas foram os seus Comentários que exerceram uma influência decisiva no Ocidente para a adoção do aristotelismo. Escreveu também um importante tratado médico (Generalidades).
Averróis teve o favor e a proteção da vários sultões até que foi desterrado ao Marrocos, onde faleceu pouco depois, na corte de Iacube Almançor (r. 1184–1199).

## Obras principais

Colliget

- Tahafut al-tahafut (تهافت التهافت, A incoerência do incoerente)
- Kitab fasl al-maqal (Sobre a harmonia entre Religião e Filosofia)
- Bidayat al-Mujtahid (Distinguido jurista)
- Os Comentários ao Corpus aristotelicum, que compreendem:
  - Comentários menores (Yawami) à Isagoge de Porfirio, ao Organon, a Retórica, Poética, Física, De Coelo et Mundo, De generatione et corruptione, Meteorológicos, De Anima, Metafísica, De partibus animalium, De generatione animalium e a Parva Naturalia, de Aristóteles.
  - Comentários médios (Taljisat) à Isagoge de Porfirio, ao Organon, à Retórica, Poética, Física, De Coelo et Mundo, De generatione et corruptione, Meteorológicos, De Anima, Metafísica e Ética nicomaquea, de Aristóteles.
  - Comentários maiores (Tafasir) aos Segundos Analíticos, a Física, De Coelo et Mundo, de Anima e Metafísica, de Aristóteles.

- Exposição da 'República' de Platão
- Comentários a Ptolomeo, Alexandre de Afrodísias, Nicolau de Damasco, Galeno, al-Farabi, Avicena e Avempace
- O tratado De Substantia Orbis
- Três importantes escritos teológicos: Fals al Maqal, Kasf´al-Manahiy e Damima
- O Kitab al-kulliyyat al-Tibb (Livro das generalidades da medicina).